# Station Anse

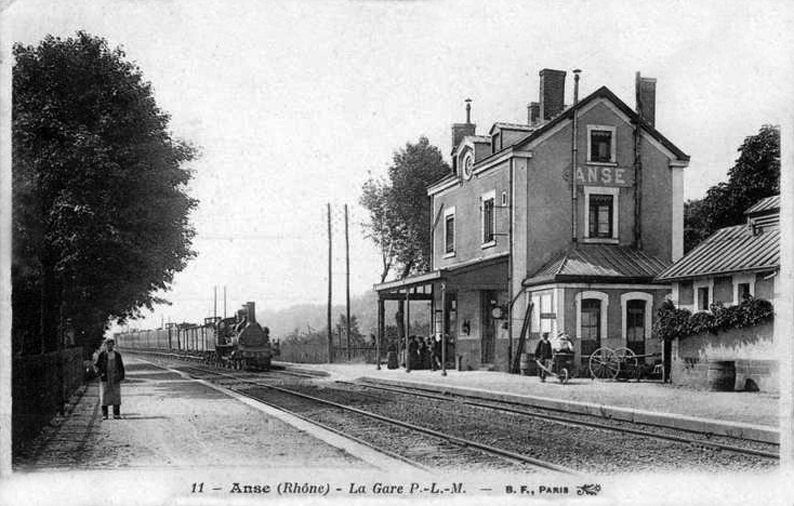
het station omsteeks 1900

Station Anse is een spoorwegstation in de Franse gemeente Anse. Het station ligt aan de oude spoorlijn Paris-Lyon - Marseille-Saint-Charles.